# 欧扎克 (亚拉巴马州)
欧扎克（英文：Ozark），是美国阿拉巴马州下属的一座城市。面积约为34.09平方英里（约合88.28平方公里）。根据2010年美国人口普查，该市有人口14,907人，人口密度为437.32/平方英里（约合168.86/平方公里）。